# Herina
Herina är ett släkte av tvåvingar. Herina ingår i familjen fläckflugor.

## Dottertaxa tillHerina, i alfabetisk ordning[1][2]
- Herina aartseni
- Herina amabilis
- Herina approximata
- Herina burmanica
- Herina canadensis
- Herina conjuncta
- Herina fasciata
- Herina frondescentiae
- Herina germinationis
- Herina ghilianii
- Herina goilala
- Herina hennigi
- Herina igniceps
- Herina lacustris
- Herina longistylata
- Herina lugubris
- Herina luzonica
- Herina marginata
- Herina merzi
- Herina moerens
- Herina narytia
- Herina nigribasis
- Herina orientalis
- Herina oscillans
- Herina paludum
- Herina palustris
- Herina parva
- Herina pseudoluctuosa
- Herina pusilla
- Herina rivosecchii
- Herina ruficeps
- Herina rufipes
- Herina rufitarsis
- Herina schleteri
- Herina scutellaris
- Herina sinensis
- Herina splendida
- Herina strigulosa
- Herina tristis
- Herina violascens
- Herina viridis
- Herina zojae